# Round Hill n.º 467
Round Hill n.º 467 es un municipio rural canadiense situado en la provincia de Saskatchewan.

## Superficie
Round Hill n.º 467 tiene una superficie de 809,51 km².

## Demografía
En 2021, tenía 394 habitantes, una densidad poblacional de 0,5 hab./km², y 188 viviendas.